# Ika (Nigeria)
Pour les articles homonymes, voir Ika.
Ika (en Yoruba Agbègbè Ìjọba Ìbílẹ̀ Ika-Annang), est une ville et une zone de gouvernement local de l'État d'Akwa Ibom au Nigeria. Les habitants d'Ika parlent un dialecte Anang.

## Source
- (en) Cet article est partiellement ou en totalité issu de l’article de Wikipédia en anglais intitulé « Ika, Nigeria » (voir la liste des auteurs).